# Cheilolejeunea osumiensis
Cheilolejeunea osumiensis là một loài Rêu trong họ Lejeuneaceae. Loài này được (S. Hatt.) Mizut. mô tả khoa học đầu tiên năm 1980.